# San Biagio della Pagnotta
San Biagio della Pagnotta, även benämnd San Biagio de Cantu Secuta och San Biagio dei Armeni, är en kyrkobyggnad i Rom, helgad åt den helige martyren Blasius. Kyrkan är belägen vid Via Giulia i Rione Ponte och tillhör församlingen San Giovanni Battista dei Fiorentini. San Biagio della Pagnotta är en av Armeniens nationskyrkor i Rom; den andra är San Nicola da Tolentino.

## Tillnamn
Tillnamnet ”Pagnotta” är dokumenterat på 1300-talet och syftar på de brödlimpor som välsignades och delades ut till fattiga på helgonets festdag den 3 februari. Tillnamnet ”Cantu Secuta” syftar på det tidigare område mellan Tibern och dagens Via Giulia, som benämndes ”la seccuta”, vilket syftar på hur Tibern här förde upp rullstensgrus. Cantu är en förvrängning av latinets caput, huvud. Således åsyftar tillnamnet ”Cantu Secuta” den plats där denna grusbädd började.

## Kyrkans historia
Kyrkans första dokumenterade omnämnande förekommer i en inskription från år 1072.
Kyrkan nämns i en bulla promulgerad 1186 av påve Urban III; bullan uppräknar den bland filialerna till församlingskyrkan San Lorenzo in Damaso. Därtill förekommer den i Catalogo di Cencio Camerario, en förteckning över Roms kyrkor sammanställd av Cencio Savelli år 1192 och bär där namnet sco. Blasio Gattusecuta samt i Il catalogo Parigino (cirka 1230) som s. Blasius grato secuta, i Il catalogo di Torino (cirka 1320) som Monasterium sancti Blasii de Cantusecuta och i Il catalogo del Signorili (cirka 1425) som sci. Blasii in canto secuto.

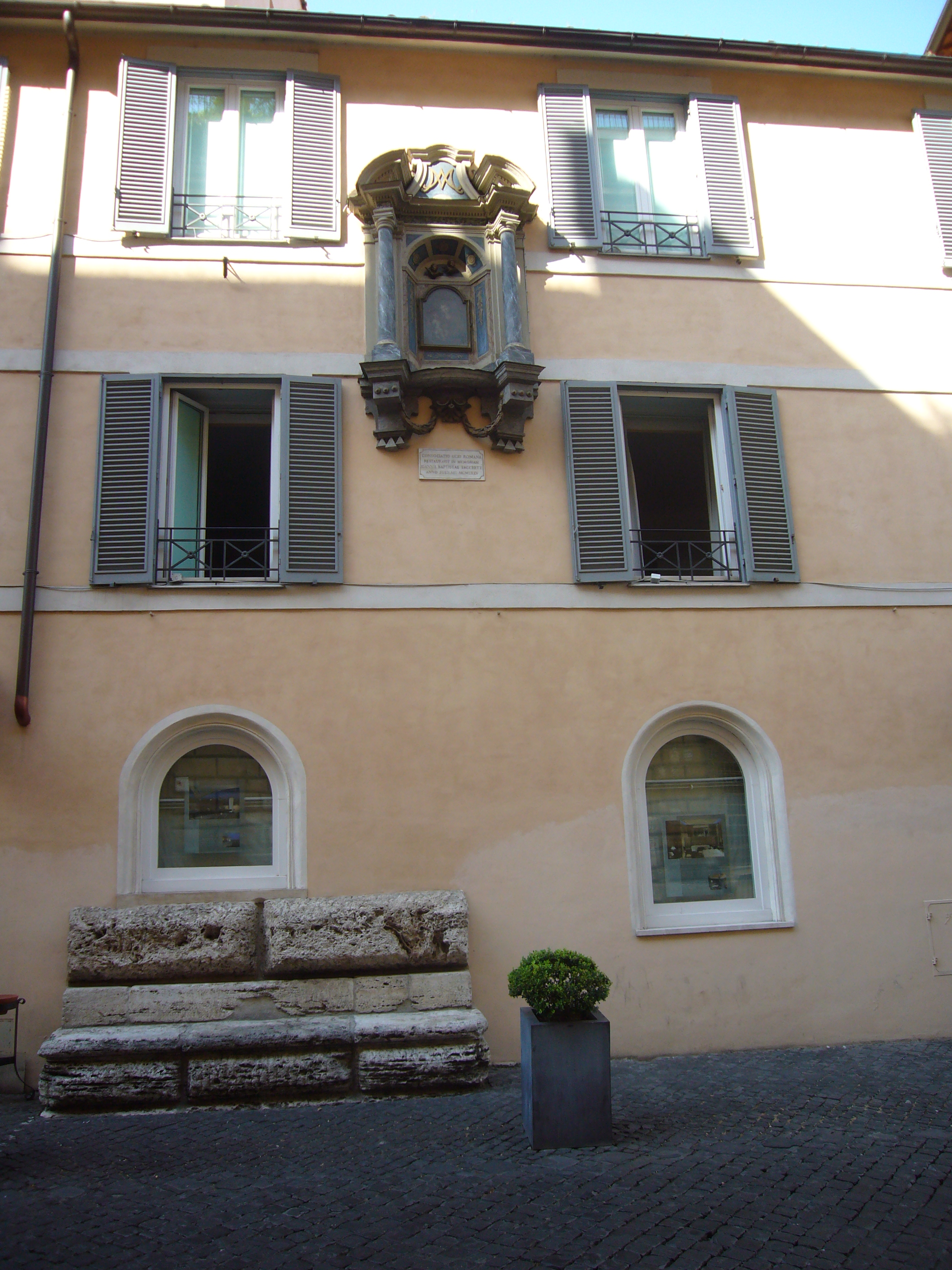
Murrester från Palazzo dei Tribunali vid Via Giulia.

Till en början tillhörde kyrkan benediktinorden, men påve Nicolaus V överlämnade den år 1451 åt den tidigare rutenske metropoliten av Kiev, Isidor. I början av 1500-talet projekterade Donato Bramante på påve Julius II:s uppdrag Palazzo dei Tribunali vid Via Giulia och hade för avsikt att inkorporera kyrkan i palatset, vilket skulle hysa Roms domstolar. Palatsprojektet avstannade vid påvens död år 1513 och i dag återstår endast murrester, de så kallade sofforna vid Via Giulia.
Kyrkan byggdes om 1730 med en fasad av Giovanni Antonio Perfetti. År 1836 förlänade påve Gregorius XVI kyrkan åt den armeniska nationen, som tidigare hade innehaft kyrkan Santa Maria Egiziaca, inrymd i Portunustemplet vid Forum Boarium. I samband med detta genomfördes under ledning av Filippo Navone en restaurering av San Biagio-kyrkan och den romanska kampanilen revs. År 1856 blev kyrkan officiellt en armenisk nationalkyrka och har sedan dess skötts av armenisk-katolska präster. Den heliga mässan firas enligt armenisk rit.

## Kyrkans exteriör
Fasaden har fyra korintiska kolossalpilastrar på höga socklar. Pilastrarna bär upp ett entablement, vars fris har följande inskription:
Fasadens storform avslutas med ett segmentbågeformat pediment. Ingångsportalen kröns av ett brutet pseudopediment. Ovanför detta sitter en fresk som framställer den helige Blasius som helar en liten pojke.

## Kyrkans interiör
Interiören är ritad i nybarock stil med korintiska kolossalpilastrar. Absidens triumfbåge bärs upp av joniska kolonner. Högaltarmålningen från 1700-talet framställer den helige Blasius. Höger sidoaltare pryds av målningen Den helige Gregorios Upplysaren döper Tiridates III, vilken härstammar från kyrkan Santa Maria Egiziaca.

## Bilder
| - San Biagio della Pagnotta, här benämnd S. Blasii de Captu secuta (de Panetta), på Christian Hülsens karta över det medeltida Rom från år 1927. - San Biagio della Pagnotta på en karta från år 2017. - Kyrkans interiör. |